# Li Shucheng

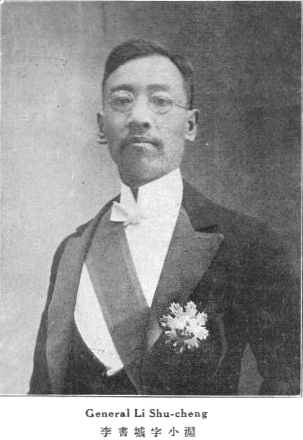
Li Shucheng

Li Shucheng (chinesisch 李书城; * 24. Juni 1882 in Qianjiang, Hubei; † 26. August 1965 in Peking) war ein chinesischer General und Politiker, der 1924 Heeresminister der Republik China sowie von 1949 bis 1954 erster Landwirtschaftsminister der Volksrepublik China war.

## Leben
Li Shucheng besuchte eine Privatschule und wurde im Mai 1902 vom Vizekönig von Huguang Zhang Zhidong zusammen mit Huang Xing und anderen zum Studium nach Japan entsandt, wo er Sun Yat-sen kennenlernte. 1904 absolvierte er eine Ausbildung an der japanischen Heeres-Unteroffiziersschule und traf sich November 1904 abermals mit Sun Yat-sen und Huang Xing, mit denen und anderen er im August 1905 zu den Mitgründern des Allianzbundes (Tongmenghui) gehörte. Nach Abschluss seiner militärischen Ausbildung 1908 kehrte er nach China zurück und wurde Kommandant von Heeresschulen. Im Oktober 1911 nahm er am Wuchang-Aufstand teil und wurde zum Generalsekretär des Amt des Staatspräsidenten ernannt, das Sun Yat-Sen am 1. Januar 1912 provisorisch übernommen hatte. Kurz nachdem die 1912 die Hauptstadt nach Peking verlegt worden war, löste er Huang Xing als Generaldirektor der Regierungsvertretung in Nanjing. Nach dem Scheitern der „Zweiten Revolution“ (22. März bis 4. November 1913) floh er zunächst nach Japan und danach in USA. Er kehrte erst nach dem Sturz des früheren Staatspräsident Yuan Shikai zurück, der als Hongxian zwischen dem 1. Januar und dem 22. März 1916 Kaiser von China war. 
Als Premierminister Duan Qirui sich weigerte, die 1917 abgeschaffte Verfassung wieder einzusetzen, zog Li nach Südchina und schloss sich als Kommandeur des Heeres in der Provinz Hunan der Verfassungshüterbewegung (護法運動) an. Sein jüngerer Bruder Li Hanjun gehörte am 23. Juli 1921 zu den Mitgründern der Kommunistischen Partei Chinas (KPCh), die ihren 1. Parteitag zwischen dem 23. Juli und dem 2. August 1921 in seinem Haus in Shanghai durchführte. Als Nachfolger von Lu Jin wurde er am 31. Oktober 1924 Heeresminister und behielt dieses Amt knapp einen Monat bis zum 24. November 1924, worauf Wu Guangxin seine Nachfolge antrat. Er war zudem Berater von Sun Yat-sen, der vom 5. Mai 1921 bis zum 12. März 1925 Präsident und Generalissimus der Nationalregierung war. Er schloss sich dem Nordfeldzug an, ein militärischer Feldzug, den die Nationalrevolutionäre Armee (NRA) der Kuomintang (KMT), auch als „Chinesische Nationalistische Partei“ bekannt, im Jahr 1926 gegen die Beiyang-Regierung und andere regionale Kriegsherren führte. Ziel des Feldzugs war die Wiedervereinigung Chinas, das nach der Revolution von 1911 zersplittert war. Die Expedition wurde von Generalissimus Chiang Kai-shek angeführt. 1930 stellte er sich jedoch gegen Chiang Kai-shek und wurde Berater der von Feng Yuxiang und Yan Xishan kommandierten Anti-Chiang-Armee, mit der er am Zweiten Japanisch-Chinesischen Krieg (7. Juli 1937 bis 9. September 1945) teilnahm.
Nach Kriegsende nahm Li Shucheng Kontakt zu den Generalen Chen Yi sowie Liu Bocheng auf und gehörte im September 1949 zu den Teilnehmern der Politischen Konsultativkonferenz des chinesischen Volkes. Nach Gründung der Volksrepublik China am 1. Oktober 1949 wurde er erster Landwirtschaftsminister und bekleidete dieses Amt bis September 1954, woraufhin Liao Luyan seine Nachfolge antrat. Danach wurde er Mitglied des Ständigen Ausschusses des Nationalen Volkskongresses, dem er bis zu seinem Tode am 26. August 1965 angehörte. Danach wurde er auf dem Pekinger Revolutionsfriedhof Babaoshan beerdigt.